# Leioproctus purpureus
Leioproctus purpureus är en biart som först beskrevs av Smith 1853.  Leioproctus purpureus ingår i släktet Leioproctus och familjen korttungebin. Inga underarter finns listade i Catalogue of Life.